# بنطافلن
البنطلة أو ذو الخمسة أوراق أو بنطافلن  أو  ذات الخمس اصابع أو عشبة القوى الزاحفة أو ذو الخمسة الأو راق (الاسم العلمي: Potentilla reptans) هي نوع من النبات المعمّر وتمتد على الأرض على شكل حبالا طويلة مثل(الفريز) وتكون من خمسة أوراق أو سبعة احيانا، وتستخدم للإستعمالات الطبية تتبع جنس عشبة القوى من الفصيلة الوردية.

## الأسماءالشائعة
- البنطافلن.
- عشبة الخمس اصابع.
- عشبة القوى الزاحفة.
- حشيشة الخمس ورقات.
- البوطنطلة.

## الموطن
ينمو في الأماكن الرطبة والجبال المتوسطة والحقول (اطراف الغابات) وقرب السياج، في كل من سوريا ولبنان والأردن وتونس والجزائر والمغرب والعراق. وأصبحت الآن من النباتات العالمية المنتشرة في آسيا وأوروبا.

## وصفه
نبات من فصيلة الورديات، وهو نبات معمّر ذو أوبار لاصقة، وساق زاحفة تصل لحدود 40 سنتمتر، وتحمل الساق ورقة أو ورقتين وتعلوها زهرة صفراء اللون بقطر 2 إلى 3 سنتمترا.

## مواعيد الازهار
وتزهر في فصل الصيف.

## الفوائد الطبية
تعد من النباتات النافعه جدا لعلاج الكثير من الأمراض الخطيرة ومنها:
الملاريا، ويستخدم في علاج الالتهابات والحمى، والأمراض المعدية، والسرطان والنواسير، وتستخدم غسولا للفم المتقرح.
إما العصير منها يستخدم لعلاج: التهاب اللوزتين الصديدي، وداء الصرع(إذا استخدم لعدة ثلاث أيام).

## في الطب القديم
استعمل قديما كعقار للعلاج:
- وجع الأسنان
- قروح الفم
- إسهال البطن
- الصداع والصرع
- اليرقان

## الاستعمال الحديث
يستخدم على شكل جرعات مكونة من 56ملل، إما لقبض البطن أو عن طريق الغرغرة لألم الحلق.